# ローラ (雑誌)
『ROLa』（ローラ）はかつて新潮社が発行していた女性誌。2013年8月1日創刊。隔月刊。発行人は早川清、編集人は川上弘永。部長として『ニコラ』で手腕を発揮した柴田静也が名を連ねている。2016年9月号(8月1日発売)で休刊となった。
キャッチは「恋より楽しいことがある」。創刊号の表紙には蒼井優を起用している。